# Middelen en Maatregelen
Middelen en Maatregelen (M&M) is het in Nederlandse wet- en regelgeving gebruikte begrip voor toepassing van dwangbehandeling en dwangmaatregelen ter overbrugging van tijdelijke noodsituaties in instellingen voor psychiatrische zorg, voor verstandelijk beperkten zorg en zorg voor mensen met dementie.
Het kunnen handelingen of interventies zijn, maar ook regels die door zorgverleners aan een cliënt onder dwang worden opgelegd. Onder dwang wordt elk handelen begrepen waarvoor geen toestemming is gegeven door een verzorgde of, bij wilsonbekwaamheid, diens wettelijke vertegenwoordiger. Middelen en maatregelen onder dwang mogen buiten de genoemde instellingen en buiten de genoemde situatie, niet worden toegepast, dus ook niet in de zorg bij cliënten thuis. Dergelijke werkwijzen zijn in strijd zijn met de persoonlijke vrijheid en ontplooiing van een individu, grondrechten, en zijn daarom verboden in Nederland en in alle andere landen van de Europese Unie.
De middelen en maatregelen die onder zeer restrictieve voorwaarden met dwang in de zorg kunnen worden toegepast zijn uitsluitend bepaald in de Wet bijzondere opnemingen psychiatrische ziekenhuizen (Wet Bopz) het Besluit Middelen en Maatregelen Bopz en het Wetboek van Strafrecht, artikel 37a, Terbeschikkingstelling (TBS). Dit artikel handelt over dwangmaatregelen op grond van de Wet Bopz.

## Vijf vormen genoemd in het Besluit Bopz
Het op de Wet Bopz gebaseerde Besluit Middelen en Maatregelen Bopz noemt de volgende vijf middelen en maatregelen:
- afzondering: de cliënt/patiënt wordt voor behandeling ingesloten in een zogenaamde 'prikkelarme' eenpersoonskamer;
- separatie: de cliënt wordt voor behandeling ingesloten in een separeerruimte, een kamer waarin alles waaraan hij zich kan bezeren of verwonden is weggehaald en welke hiervoor namens de minister is goedgekeurd;
- fixatie: het op enigerlei wijze beperken van een patiënt in zijn bewegingsmogelijkheden, ook wel vrijheidsbeperkende maatregelen;
- toediening van medicijnen tegen de (uitdrukkelijke) wil van de cliënt of diens wettelijk vertegenwoordiger (hieronder valt ook het toedienen van medicatie gegeven uit de onmacht van de omgeving, bijvoorbeeld kalmeringsmiddelen);
- toediening van vocht en/of voeding tegen de wil van de cliënt of diens wettelijk vertegenwoordiger.

De middelen en maatregelen kunnen uitsluitend worden toegepast als sprake is van ernstig gevaar voor het individu, derden of voor goederen, als sprake is van een noodsituatie en er geen andere, minder ingrijpende middelen of maatregelen zijn om de noodsituatie te overbruggen. Ze mogen maximaal zeven dagen achtereen worden toegepast. Ze moeten altijd direct worden opgeheven zodra het gevaar is geweken. Aan het behandelplan dient een dwangbehandelplan te worden toegevoegd. 

## Andere vormen, genoemd in de Wet Bopz
Hiernaast bestaat de mogelijkheid post te controleren op meegezonden voorwerpen en om "huisregels" op te stellen en toe te passen: de regels worden gebruikt om het gedrag van cliënten te begrenzen en in te perken. Te denken valt hierbij aan het beperken van contact met anderen (telefoonverkeer en bezoek), het beperken van de bewegingsvrijheid in en om het huis en het beperken van persoonlijke bezittingen.

Huisregels kunnen nadelig werken voor groepsgenoten; voor hen is een dergelijke maatregel niet noodzakelijk, maar zij worden hier toch mee geconfronteerd (bijvoorbeeld met een afgesloten keuken). Ook dit dient in het zorgplan van de betreffende cliënt vermeld en geregistreerd te worden.

## Vrijwillige opname en Middelen en Maatregelen
Bij cliënten die vrijwillig verblijven binnen een Bopz-instelling, mogen middelen en maatregelen in het kader van het behandelplan alleen worden toegepast wanneer met de cliënt zelf hierover overeenstemming is bereikt. 
In dezen is toestemming van de ouder of wettelijk vertegenwoordiger niet voldoende (bijvoorbeeld bij wilsonbekwaamheid): is Middelen en Maatregelen bij vrijwillige opname toch noodzakelijk, dan is een IBS, Rechterlijke machtiging of (in de meeste gevallen) een beoordeling door de Bopz-indicatiecommissie vereist (CIZ).

## Nieuwe wetgeving
Per 1 januari 2020 wordt de Wet bijzondere opnemingen psychiatrische ziekenhuizen (Wet Bopz) vervangen door twee nieuwe wetten, de Wet verplichte ggz (Wggz) en de Wet zorg en dwang (Wzd).
De Wet verplichte ggz is gericht op het voorkómen van verplichte zorg en het kiezen voor minder dwang. Een belangrijke verandering is verplichte zorg ook buiten een ggz-instelling mogelijk te maken, zodat het minder belastend is voor cliënt, bijvoorbeeld verplichte begeleiding thuis of in een polikliniek. Een versterking van het patiëntenrecht is dat deze voldoende invloed moet hebben tijdens de periode van verplichte zorg. De cliënt heeft het recht aan te geven welke zorg en behandeling de voorkeur heeft.
De Wet zorg en dwang regelt de rechten van mensen met een verstandelijke beperking en mensen met een psychogeriatrische aandoening (zoals dementie) die onvrijwillige zorg krijgen.